# Suerri
Suerri es una localidad española perteneciente al municipio de Arén, en la Ribagorza, provincia de Huesca, Aragón. Se trata de una de las aldeas que conformaban Cornudella de Baliera. Su lengua propia es el catalán ribagorzano.

## Geografía
Se encuentra junto a una cascada del barranco de Santa Lucía, al oeste de la población de Berganuy.

## Historia
La primera vez que la apareció documentada fue en el 979, cuando es mencionada en el cartulario de Santa María de Alaón.

## Demografía
En su momento de mayor población llegó a contar con cinco casas habitadas.
| 19 | 18 | 27 | 26 | 21 | 20 | 11 | 6 | 0 | 0 | 0 |
| (Fuente: Laglera, Cristian (2021). Despoblados de Huesca. Ribagorza-Litera Tomo 1. Huesca: Editorial Pirineo.) |    |    |    |    |    |    |   |   |   |   |

## Patrimonio
- Iglesia de San Juan Evangelista, del siglo XVII se trata de un templo de planta rectangular con la cabecera plana al que se accede por el oeste y que se cubre a dos aguas con tejas y losas.[4]Actualmente se encuentra engullido en maleza.
- Ermita de Santa Lucía[5]construcción del siglo XII y cuyo ábside de bóveda de horno fue restaurado en el 1993 por los vecinos.[3]Se cubre a dos aguas con un tejado a dos aguas.[6]

## Fiestas
Los descendientes de los habitantes realizan una romería hasta la ermita de Santa Lucía en diciembre.